# 笑点 ありがとう円楽さん! 〜五代目 三遊亭円楽を偲ぶ映像集〜
『笑点 ありがとう円楽さん！ 〜五代目 三遊亭円楽を偲ぶ映像集〜』（しょうてんありがとうえんらくさん！ごだいめさんゆうていえんらくをしのぶえいぞうしゅう）は、「笑点」4代目司会者5代目三遊亭圓楽の追悼企画として2009年（平成21年）12月23日に発売されたDVD。発売元はバップ。価格は税込3,990円

## 概要
2009年（平成21年）10月29日に逝去した5代目三遊亭圓楽の生前の『笑点』での映像を収録してある。
進行役
桂歌丸
三遊亭楽太郎
笑点メンバーVTR出演者
5代目三遊亭圓楽、初代三波伸介、桂歌丸、初代林家木久蔵、三遊亭好楽、林家こん平、三遊亭小円遊、松崎真、三遊亭小遊三、山田隆夫、春風亭昇太、林家たい平、桂才賀（古今亭朝次）、三遊亭円窓、
ナレーション
桂歌丸

## 収録内容
☆は『笑点 大博覧会 DVD-BOX』にも収録してある映像。
1. 笑点オープニングアニメ 円楽スペシャル
過去の5代目圓楽の似顔絵のみに再構成をしたものになっている。
2. 円楽さん・解答者時代の大喜利
第369回（1973年（昭和48年）8月26日放送）☆
1問目のみ収録。
浅草寺で日本テレビ放送網開局20周年を記念して収録したもので、日テレアーカイブに現存しているものでは一番古い大喜利の映像。
第466回（1975年（昭和50年）7月6日放送）
1問目のみ収録。
第556回（1977年（昭和52年）3月27日放送）☆
3問目のみ収録。
5代目圓楽が落語に専念するために笑点卒業を記念した大喜利。
3. 円楽さん・司会者時代の大喜利
第851回（1983年（昭和58年）1月9日放送）
2問目から3問目まで収録
5代目圓楽初司会の大喜利。
第1112回（1988年（昭和63年）3月6日放送）☆
1問目のみ収録
第1116回（1988年（昭和63年）4月3日放送）☆
3問目のみ収録。
若竹開館3周年を記念して収録したもので、この回からは才賀に代わり好楽が復帰し、16年間続いた歴代最長メンバー陣になる。
第1289回（1991年（平成3年）10月13日放送）
3問目のみ収録。
第1609回（1998年（平成10年）3月29日放送）
3問目のみ収録。
第1812回（2002年（平成14年）3月29日放送）
3問目のみ収録。
第1828回（2002年（平成14年）8月11日放送）
1問目から3問目まで収録。
第1988回（2005年（平成17年）10月16日放送）
2問目から3問目のみ収録。
5代目圓楽休演前最後の大喜利。
4. 円楽さんの留守を預かる笑点メンバーが司会の大喜利
第1990回（2005年（平成17年）10月30日）～第1994回（2005年（平成17年）11月27日）までの大喜利メンバーが代理司会を務めた大喜利をダイジェストで収録。
5. さらば円楽大喜利（2006年（平成18年）5月14日放送）
5代目圓楽最後の司会の大喜利。
6. 落語「厩火事」（1990年（平成2年）1月9日放送）
7. 円楽さんを送る大喜利（2009年（平成21年）11月8日放送）
5代目圓楽の追悼大喜利。
8. 笑点メンバー 五代目三遊亭円楽さんを大いに語る（2009年（平成21年）11月8日放送）
「笑点メンバーお別れ会」を再編集して収録されている。